# Hisztidin dekarboxiláz
A hisztidin dekarboxiláz (HDC) az az enzim, amely a hisztidinből hisztamint előállító reakciót katalizálja a B6 vitamin segítségével a következő módon:

Hisztidin átalakítása hisztaminná a hisztidin dekarboxiláz enzimmel.

Az emberi testben az enzimet a HDC gén termeli.

## Működése
A biogén hisztamin számos fiziológiai folyamat, például a neurotranszmisszió, a gyomorsav-kiválasztás és a simaizom tónus fontos modulátora. A hisztidin-hisztamin bioszintézist az L-hisztidin dekarboxiláz enzim végzi. Ez a homodimerenzim egy pirodoxál-foszfát (PLP)-függő dekarboxiláz.

## Fordítás
Ez a szócikk részben vagy egészben  a   Histidine decarboxylase című angol Wikipédia-szócikk ezen változatának fordításán alapul.  Az eredeti cikk szerkesztőit annak laptörténete sorolja fel. Ez a jelzés csupán a megfogalmazás eredetét és a szerzői jogokat jelzi, nem szolgál a cikkben szereplő információk forrásmegjelöléseként.